# Svatopluk Kadlec
Svatopluk Kadlec (19. října 1898, Libochovice – 18. května 1971, Dobříš) byl český básník a překladatel z francouzštiny.

## Životopis
Studoval na středních školách v Roudnici nad Labem a v Praze. Po maturitě byl roku 1916 odveden a dva roky prožil na východní frontě a pak až do roku 1919 na jižní frontě v Albánii. Poté začal studovat strojní inženýrství na Vysoké škole technické v Praze, ale po dvou semestrech odešel k divadlu a působil jako herec v kočovných společnostech a v některých pražských divadlech (nejprve v Národním divadle a pak například v Akropoli na Žižkově). Od roku 1928 se již věnoval jen literární a překladatelské činnosti. Byl členem sdružení moravských autorů Literární skupina. V letech 1929–1930 žil v Paříži a v Marseille a živil se příspěvky, zasílanými do různých českých časopisů, zvláště do časopisu Trn.
Ve své básnické tvorbě vycházel nejprve z poetismu (sbírky básní Svatá rodina a Sketch-Book). Milostnou tematiku obsahuje sbírka Objetí. Ve své pozdější spirituálně laděné poezií, ve které se vrátil ke klasické formě, zpracovává vážné, až tragické pojetí života (Kroky na vodě).
Jeho překladatelské dílo je bohaté rozsahem i tematickým záběrem. Je autorem překladů francouzských dramatiků (Corneille, Moliére) a prozaiků (Stendhal, Camus, Martin Du Gard). Největším přínosem do dějin českého překladu z francouzštiny jsou však jeho překlady básnické (Rimbaud, Jacob) a z nich především první kompletní český překlad Baudelaireových Květů zla. Ve svých překladech usiloval o adekvátnost vůči originálu nejen v obsahu, ale také v jazykové formě.

## Dílo

### Vlastní práce
- Svatá rodina (1927), jako Svata Kadlec, sbírka básní.
- Sketch-Book (1930), pod pseudonymem A. Dur, sbírka básní.
- Černá hodinka (1932), sbírka básní.
- Příliv (1934), sbírka básní.
- Objetí (1934), sbírka básní.
- Kroky na vodě (1941), sbírka básní.
- Žena nejsou housle (1943), divadelní hra, komedie o Mikuláši Dačickém z Heslova.
- Cestou (1958), autorský výbor z básní.
- Ode všeho trochu (1962), sbírka veršů pro děti.

### Překlady
- Charles Baudelaire: Květy zla (1934).
- Albert Camus: Cizinec (1947).
- Pierre Corneille: Cid (1956).
- Georges Duhamel: Sága o Salavinovi (1938), společně s Josefem Heydukem a Jindřichem Hořejším.
- Nizámí: Sedm princezen, společně s Janem Rypkou, Vladimírem Holanem a Jaroslavem Seifertem.
- Victor Hugo: Satyr, poema z cyklu Legenda věků (1947).
- Victor Hugo: Torquemada (1964).
- Max Jacob: Poesie (1932).
- Francis Jammes: Čtyřverší (1936).
- Francis Jammes: Od rána do večera (1966).
- Maurice Maeterlinck: Před velkým mlčením (1938).
- Roger Martin du Gard: Jan Barois (1938). společně s Miloslavem Jirdou.
- Guy de Maupassant: Historie jednoho života (1950).
- Guy de Maupassant: Mont-Oriol (1950).
- André Maurois: Dějiny Anglie (1945).
- André Maurois: Rodinný kruh (1937).
- André Maurois: Stroj na čtení myšlenek (1938).
- Frédéric Mistral: Zlaté ostrovy (1937).
- Moliére: Don Juan (1953).
- Moliére: Hraběnka z Nouzova (1954).
- Moliére: Lakomec (1953).
- Moliére: Misantrop (1953).
- Moliére: Pán z Prasečkova (1955).
- Moliére: Skapinova šibalství (1956).
- Moliére: Směšné preciózky (1951).
- Moliére: Škola pro muže (1954).
- Moliére: Škola pro ženy (1955).
- Moliére: Tartuffe (1952).
- Moliére: Učené ženy (1953).
- Moliére: Zdravý nemocný (1952).
- Moliére: Hry, čtyři svazky:
  - Hry I. (1953), obsahuje Žárlivý Petřík, Směšné preciosky, Škola pro muže, Škola pro ženy, Kritika Školy pro ženy a Versailleská improvisace.
  - Hry II. (1954), obsahuje Tartuffe, Don Juan, Misantrop a Amfitryon.
  - Hry III. (1955), obsahuje Jiří Dudek, Lakomec, Pán z Prasečkova a Měšťák šlechticem.
  - Hry IV. (1956), obsahuje Skapinova šibalství, Hraběnka z Nouzova, Učené ženy a Zdravý nemocný.
- Stendhal: Lucien Leuwen (1951).
- Stendhal: O lásce (1951).
- Sully Prudhomme: Marná laskání (1937).
- Arthur Rimbaud: Poesie (1936).
- Arthur Rimbaud: Výbor (1959).
- Tirso de Molina: Milovat není jen mít rád (1942).
- Roger Vercel: Na rajském pobřeží (1946).